# ممر مائي عشبي

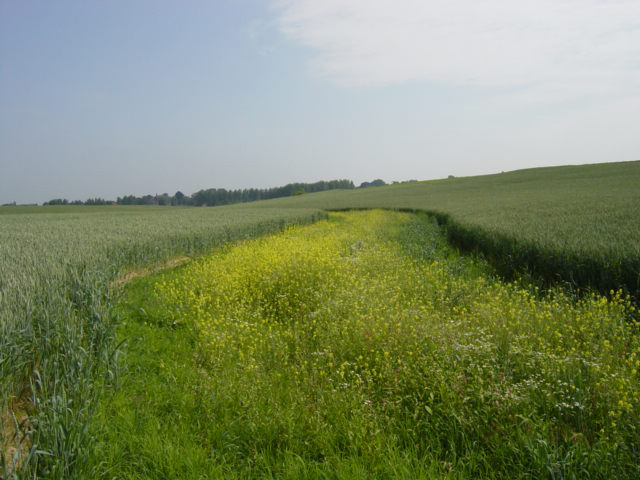
ممر مائي مرصوف في "فيلم"، بلجيكا، خلال يوم مشمس

المَمر مَائي عشبي هو شريطٍ من الأرض الخَضراء بعرضِ 2 متر (6.6 قدم) إلى 48 متر (157 قدم). يَتم تَثبيته بشكلٍ عامٍ في خط‌ِ  القعر،  وهو أعمق خَط في الوادي أو المَجرى المائي، مِن أجل السَيطرة على التعرية. أظهرت دِراسة أُجريت على مَمر مائي عُشبي خلال 8 سنوات في بافاريا أنه يُمكن أن يُؤدي إلى عِدة أنواع أخرى من الآثار الإيجابية، على سبيل المثال، على التنوع البيولوجي.

## التمييز
يَجب تَجنب الارتِباك بين «ممر مائي عشبي» و«شرائط تصفية نباتية». تَكون هذه الأخيرة أضيق بشكلٍ عامٍ (على بعدِ أمتار قليلة فقط) وتُثبت بالأحرى على طولِ الأنهار وكذلك على طولِ أو داخلِ الحُقول المزروعة.  ومع ذلك، يُمكن أَن يَكون الشَريط العازل مُرادفًا، مَع إضافة الشُجيرات والأشجار إلى المُكون النباتي،  كما هو الحال في منطقةِ مُشاطئة.

## الجريان السطحي والتخفيف مِن التآكل
الجريان السطحي المُتولد في الأراضيِ الزِراعية أثناء العَواصف أو الأمطار الشِتوية الطَويلة يتركز في خطِ‌ القعر حيثُ يُمكن أن يُؤدي إلى غدير أو تآكل الأخدود.
كما تُركز الأغادير وتآكل الأخاديد الجَريان السطحي وتزيد مِن سُرعة نقله، الأمرُ الذي يُمكن أن يَزيد الضرر سوءًا في اتجاه مَجرى النَهر. هذا يُمكن أن يؤدي إلى فيضانِ الموحلة.
في هذا السياق، يَسمح ممر مائي عشبي بزيادةِ تماسك التربة وخشونتها.  كما يَمنع تَشكيل الأغادير والأخاديد. عِلاوة على ذلك، يُمكن أن يُبطئ جَريان المياه  ويَسمح بإعادةِ التسلل خِلال الأمطار الشِتوية الطويلة.  وعلى النَقيض مِن ذلك، فإن قُدرتها على التَسلل لا تكفي عُمومًا لإعادةِ تَسخين المياه الجَارية النَاتجة عن العواصفِ الربيعية  والعواصف الصيفية.  وبالتالي يُمكن أن يَكون مِن المُفيد دَمجها مَع تَدابير إضافية، مِثل تَركيب السُدود التُرابية عبر الممر المائي العشبي،  من أجل عزل الجريان السطحي مؤقتًا.

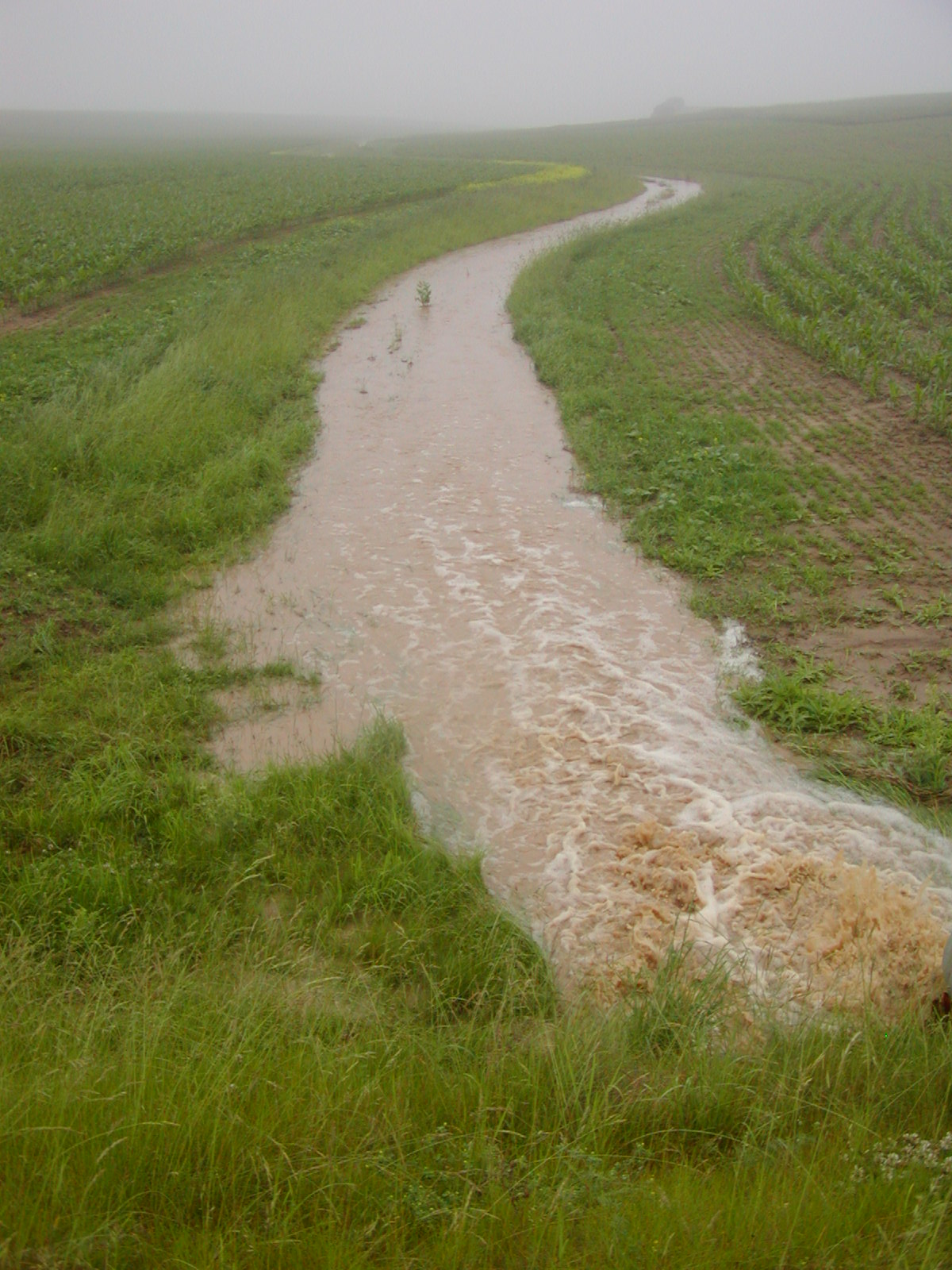
ممر مائي مروي في "فيلم" ، بلجيكا ، بعد عاصفة رعدية